# Tornade en Val-de-Sambre de 2008
La tornade en Val-de-Sambre, aussi appelée tornade d'Hautmont, est une violente tornade qui a frappé plusieurs communes du département du Nord (France) le dimanche 3 août 2008 en début de nuit. Selon Météo-France, elle se classe comme une tornade au moins de catégorie F3 sur l'échelle de Fujita améliorée, peut-être F4. Elle provoqua la mort de trois personnes, en blessa sérieusement 18 et fit d'importants dégâts.
Suivant un couloir long de 18 à 19 km, elle débuta vers 22 h 30 à Pont-sur-Sambre, traversa les communes de Boussières-sur-Sambre, Hautmont, Neuf-Mesnil, Maubeuge, Assevent et Boussois avant de disparaitre à Marpent vers 22 h 42. Elle semble avoir atteint son maximum d'intensité à Boussières-sur-Sambre et à Hautmont, commune où elle tua trois habitants. C'est la plus forte tornade enregistrée en France depuis 1982 (tornade sur la commune de Levier dans le Doubs) et la plus meurtrière depuis 1967 (tornade de la commune de Palluel dans le Pas-de-Calais).

## Contexte météorologique
Le 3 août 2008, on retrouve en surface une série de dépressions s'étirant depuis l’Atlantique jusqu’aux îles Britanniques, la Scandinavie et la Russie. Elles sont assez faibles, ayant des pressions variant entre 1 000 hPa et 1 005 hPa mais sont reliées par un front qui s'étire depuis les Açores jusqu’au Benelux.
En altitude, le flux est rapide et orienté ouest/sud-ouest entre un creux barométrique près de l’Écosse et une faible crête barométrique dans le Sud de la France. On retrouve ainsi un courant-jet sur la moitié nord de la France qui sépare deux masses d’air : air océanique polaire au nord et air tropical, chaud et humide, au sud.
Dans ce contexte, la nuit du 2 au 3 août est ennuagée et douce sur le Nord-Pas-de-Calais, avec des minimales voisines de 14 °C à l’intérieur des terres et de 16 °C au bord de la mer. À 0 h TU, les profils atmosphériques sont stables (Énergie potentielle de convection disponible (EPCD) de zéro, un indice de soulèvement (LI) de 6,4 et un Indice de stabilité de Showalter (SI) de 8,8). Le courant-jet à 250 hPa est analysé à 160 km/h (86 nœuds) alors qu’une première ondulation du front chaud entre sur la région en matinée depuis la Manche. Dès 6 h TU, la faible pluie progresse sur le Pas-de-Calais pour atteindre en fin de matinée le département du Nord avant de cesser vers midi.
Les vents sont faibles à modérés du secteur sud à sud-ouest en surface apportant de l'air doux et humide. L'air commence à devenir instable et la température à midi atteint 20 °C malgré la couverture nuageuse. Le point de rosée est également en hausse à 16,6 °C. Plus tard en journée, un faible front froid se dirige vers le secteur, passant tangentiellement au Pas-de-Calais. Six heures avant le développement de la tornade, on a dans la région visée beaucoup d’humidité près du sol et des températures à la hausse alors que dans les couches moyennes l’air s'assèche. La masse d’air devient ainsi faiblement instable, avec une EPCD de 100 J/kg (joules par kilogramme) mais on a encore une inhibition convective (EIC) de 34 J/kg qui suffit à bloquer toute convection profonde en l'absence d'élément déclencheur. Du côté des vents, ceux-ci deviennent de plus en plus de secteur sud près du sol et ouest à sud-ouest en altitude donnant un cisaillement qui augmente. La valeur d'hélicité relative est de 156 m2/s2 dans le premier kilomètre de l'atmosphère et le cisaillement de 7,9 m/s.
Vers 18 h locales, le point de rosée a atteint 18 °C et la température 24 °C. Des averses fortes se développent à Bavay et à Maubeuge. En soirée, le creux d'altitude pivote vers le nord de la France ce qui provoque un mouvement vertical de l'air et une augmentation du contraste thermique sur la région. Une dépression de très petite échelle se forme et le front froid, dans son quadrant sud-ouest, vient servir de déclencheur orageux. À 22 h 30 locale, le niveau de convection libre (NCL) s'abaisse et rejoint le niveau de condensation par ascension (NCA) ce qui permet de développer des orages très facilement et l'indice d'hélicité relative atteint 2,94 (risque de tornade élevé). Tout est dès lors en place pour la formation d'une ligne orageuse violente.

## Observation radar
Selon une étude de 2009, au moment des événements, les données du radar d’Avesnes, à une quinzaine de kilomètres au sud-sud-ouest de Hautmont, montraient un écho en crochet à bas niveau malgré leur faible résolution spatiale en réflectivité. Cependant, les données Doppler montraient un doublet de vitesses radiales classique. Ces deux observations sont associées à un fort flux descendant en rotation sous l’orage et les communes touchées se trouvaient toutes dans l’alignement de leur trajectoire, ce qui est cohérent avec le positionnement habituel d’une tornade sous un orage supercellulaire.
Sur les images de vitesse radiale, les auteurs ont calculé que les vitesses passaient +10 m/s à −25 m/s en l’espace de quelques kilomètres, soit l'indication d'un tourbillon très intense dans le nuage. C'est sous un tel mésocyclone que l'entonnoir nuageux d'une tornade peut se former.

## L'après-tornade

### Un bilan difficile
Météo-France a effectué une mission d’observation sur le terrain le 4 août ainsi qu’un vol de reconnaissance le 5 août.
Les dégâts causés aux cultures, arbres, bâtiments et équipements de voirie ainsi que les témoignages des victimes indiquent que la tornade a touché terre vers 22h30. Les premiers dégâts commencent à Pont-sur-Sambre, continuent vers le nord-est dans les champs au niveau de Boussières-sur-Sambre et dans le Bois-du-Fay. En arrivant à Hautmont, la tornade a causé ses plus importants dégâts avec des maisons totalement détruites. Au total, le phénomène d'une largeur variant entre 100 et 200 mètres a parcouru entre 18 et 19 km,.
La tornade a causé la mort de trois personnes, en blessa sérieusement 18, en plus de pousser une personne au suicide. Elle fit d'importants dégâts à Hautmont, Maubeuge, Neuf-Mesnil et Boussières-sur-Sambre alors que 800 logements ont été touchés. Le coût des pertes se monte à 1,5 million d'euros dans la seule ville d’Hautmont.
Selon Météo-France, elle se classerait comme une tornade de catégorie EF3 sur l'échelle de Fujita améliorée en vigueur depuis 2007, peut-être EF4. En effet, la vitesse probable estimée des vents à partir des dégâts constatés, et sous réserve de l'avis d'experts en construction, montre que les rafales de vent instantanées ont très probablement largement dépassé les 200 km/h. L'organisme Keraunos non officiel, mais qui a fait une étude exhaustive du cas, a lui classé cette tornade comme étant de catégorie 4.

### Prévision
Ce soir-là Météo-France n'avait déclenché qu'une vigilance jaune pour Orage dans le département du Nord. Le risque tornadique est très sous-estimé en France, où la plupart des habitants considèrent le phénomène comme inexistant.
La tornade du Val-de-Sambre a choqué l'opinion publique, et est venu soudainement rappeler que le risque tornadique n'était pas qu'anecdotique dans le pays, l'évènement a eu droit à une médiatisation exceptionnelle, au point d'avoir même sa trajectoire filmée en hélicoptère par une équipe de France 2. Si la tornade d'Haumont avait par exemple frappé la banlieue de Lille, dans la même région, aux mêmes horaires qu'elle s'est produite, le nombre de morts et l'ampleur des dégâts auraient très probablement été bien plus important, du fait de la densité de populations plus élevée. Cet évènement particulièrement médiatisé, fut un électrochoc pour les spécialistes européens, qui ont mené de très nombreuses études par la suite.

### Aides et secours
Pour aider les sinistrés, l'association Solidarité Avesnois a été créée. Son porte-parole est Dany Boon et son secrétaire Jean-Marie Leblanc. Un match de football opposant le Racing Club de Lens au Valenciennes Football Club a permis à l'association de récolter 150 000 €. Six mois après l'événement, l'association des maires du Nord a annoncé qu'elle versait aux centres communaux d'action sociale des quatre communes sinistrées quelque 2,7 millions € provenant des 30 000 chèques collectés en deux ou trois semaines de toute la France, en particulier du Nord.

## Autres tornades
La tornade qui a frappé le Val-de-Sambre est la plus puissante d'une série de huit entonnoirs qui ont touché le sol en France, aux Pays-Bas et en Allemagne entre midi et minuit le 3 août 2008. Aux Pays-Bas, on a noté une tornade de force F1 à Oostermeer et une F2 à Groningue. En Allemagne, on a rapporté trois trombes marines, une tornade F1 à Langeneß (Schleswig-Holstein) et une F2 dans la région de Goldenstedt (Arrondissement de Vechta).